# Glauco Pasa
Glauco de Oliveira Pasa (Jaguari, 3 de julho de 1971) é um jornalista, repórter e apresentador de televisão brasileiro.

## Carreira
Formado em 1996 na Universidade Federal de Santa Maria (UFSM), já no começo do curso, em 1990, iniciou a carreira também como apresentador da RBS TV Santa Maria.
Depois de uma passagem pelo Paraná, foi para a RBS TV Porto Alegre em 1998.
Foi repórter esportivo da RBS TV e da Rede Globo, e foi apresentador do extinto Lance Final', sendo desligado da emissora em 19 de julho de 2018, por decisão do grupo de mídia.
Após a saída, passa a trabalhar para a Federação Gaúcha de Futebol (FGF), a frente do programa “Na cara do gol”, veiculado na internet.
Em 2019, trabalhou para Conmebol, ficando responsável por garantir que as emissoras cumprissem as regras referentes à transmissão dos jogos da Copa Libertadores da América.
Em 2020, passa a comandar o programa SBT Esporte no SBT Rio Grande.

## Prêmios
- Prêmio ARI de Jornalismo - Categoria: Reportagem Esportiva (2011) e Menção Honrosa (2011)[4]